# Marchais-en-Brie
Marchais-en-Brie è un ex comune francese di 338 abitanti situato nel dipartimento dell'Aisne della regione dell'Alta Francia. Soppresso il 31 dicembre 2015, dal 1º gennaio 2016 è stato incorporato come comune delegato nel comune di nuova costituzione, Dhuys et Morin-en-Brie, del quale è sede capoluogo.

## Storia

### Simboli
Lo stemma di Marchais-en-Brie si ispira all'araldica napoleonica. Il suo territorio fu teatro della battaglia di Montmirail che vide Napoleone Bonaparte prevalere sulle forze russe del generale Sacken e sulle forze prussiane del generale Yorck l'11 febbraio 1814. Al confine tra i dipartimenti dell'Aisne e della Marna, fu eretta una colonna commemorativa sormontata da un'aquila imperiale, inaugurata il 15 agosto 1866 nel luogo in cui si trovava l'imperatore durante la battaglia.

## Società

### Evoluzione demografica
Abitanti censiti